# Кульбаба чорнувата
Кульбаба чорнувата (Taraxacum nigricans) — вид квіткових рослин з родини айстрових (Asteraceae).

## Біоморфологічна характеристика
Це багаторічна рослина 10–40 см заввишки. Листки прямовисні, темно-зелені, подовжено-зворотно-яйцюваті, трохи виїмчасті чи майже цілокраї. Зовнішні листочки обгортки вузько-яйцювато-трикутні чи трикутно-ланцетні, чорнуваті, зазвичай не ширші за 2.5 мм. Квіточки оранжеві.

## Поширення
Вид росте в Європі: Австрія, Болгарія, Словаччина, Польща, Румунія, Україна, Сербія.
В Україні росте на гірських луках і скелях — у Карпатах (гори Петрос, Близниця, Апшинецька галявина).